# Zalužice
Zalužice ist eine Gemeinde im Osten der Slowakei mit 1161 Einwohnern (Stand 31. Dezember 2024), die zum Okres Michalovce, einem Teil des Košický kraj, gehört und in der traditionellen Landschaft Zemplín liegt.

## Geographie

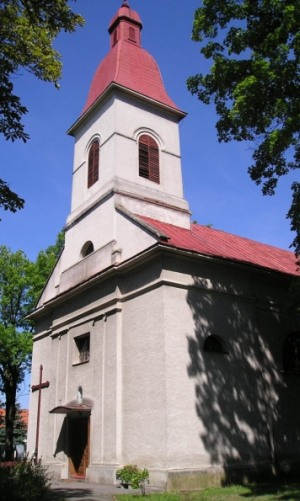
Römisch-katholische Kirche

Die Gemeinde befindet sich im Nordteil des Ostslowakischen Tieflands, 22 Kilometer westlich der ukrainischen Grenze gelegen. Das Gemeindegebiet ist im Südteil flach bis leicht hügelig, während der Nordteil vom Stausee Zemplínska šírava eingenommen wird. Das Ortszentrum liegt auf einer Höhe von 126 m n.m. und ist sechs Kilometer von Michalovce entfernt.
Nachbargemeinden sind Vinné im Norden, Kaluža im Nordosten, Lúčky und Hažín im Osten, kurz Jastrabie pri Michalovciach im Südosten, Čečehov im Süden und Michalovce im Westen.

## Geschichte
Die heutige Gemeinde entstand 1973 durch Zusammenschluss der Orte Malé Zalužice (bis 1927 „Malé Zálužice“ oder „Zálužice“; hist. ungarisch Zalacska – bis 1907 Kiszalacska) und Veľké Zalužice (bis 1927 „Veľké Zálužice“; hist. ungarisch Nagyzalacska).
Der ursprünglich einige Ort wurde zum ersten Mal als Zoluska schriftlich erwähnt, doch spätestens im 15. Jahrhundert wurde er geteilt, wie der Name utraque Zalachka aus dem Jahr 1419 zeigt. 1427 hatten die beiden Orte insgesamt 32 Porta und gehörten zum Herrschaftsgut von Großmichel. 1828 zählte man in Malé Zalužice 58 Häuser und 543 Einwohner, in Veľké Zalužice 68 Häuser und 454 Einwohner, die von Landwirtschaft und Leinenweberei lebten.
Bis 1918/1919 gehörte die im Komitat Ung liegende Orte zum Königreich Ungarn und kamen danach zur Tschechoslowakei beziehungsweise heute Slowakei.

## Bevölkerung
| Jahr                | 1994 | 2004    | 2014    | 2024    |
| ------------------- | ---- | ------- | ------- | ------- |
| Anzahl der Personen | 1214 | 1140    | 1152    | 1161    |
| Unterschied         |      | −6,09 % | +1,05 % | +0,78 % |

| Jahr                | 2023 | 2024    |
| ------------------- | ---- | ------- |
| Anzahl der Personen | 1164 | 1161    |
| Unterschied         |      | −0,25 % |

Nach der Volkszählung 2011 wohnten in Zalužice 1143 Einwohner, davon 1052 Slowaken, neun Tschechen, fünf Ukrainer, zwei Magyaren und jeweils ein Bulgare, Russe, Russine und Serbe. 70 Einwohner machten diesbezüglich keine Angabe. 650 Einwohner bekannten sich zur römisch-katholischen Kirche, 188 Einwohner zur griechisch-katholischen Kirche, 61 Einwohner zur orthodoxen Kirche, 40 Einwohner zur reformierten Kirche, 35 Einwohner zu den Zeugen Jehovas, 15 Einwohner zur evangelischen Kirche A. B., drei Einwohner zur jüdischen Gemeinde und zwei Einwohner zur Bahai-Religion; sechs Einwohner bekannten sich zu einer anderen Konfession. Elf Einwohner waren konfessionslos und bei 26 Einwohnern wurde die Konfession nicht ermittelt.

## Bauwerke
- römisch-katholische Peter-und-Paul-Kirche im klassizistischen Stil aus dem Jahr 1788
- griechisch-katholische Dreifaltigkeitskirche aus dem Jahr 1925